# Tjekkiske Schlesien
Tjekkiske Schlesien, Mæhreske Schlesien og før 1918 Østrigske Schlesien (České Slezsko) er en af Tjekkiets tre historiske regioner.
De vigtigste byer er Ostrava (tysk: Ostrau) 311.000 indbyggere, Opava (tysk: Troppau) 60.000 indbyggere og Český Těšín (tysk: Teschen) 26.000. Regionens historiske hovedstad er Opava.
Efter den østrigske arvefølgekrig afstod Østrig 1742 det meste af Schlesien til Preussen. Det sydlige område, der forblev østrigsk, blev kaldt Østrigsk Schlesien eller Hertugdømmet Schlesien.
Efter Østrigs nederlag i Første verdenskrig blev Østrigsk Schlesien en del af den nye stat Tjekkoslovakiet og blev kaldt Mæhreske Schlesien eller Tjekkiske Schlesien. Ved Versailles-freden i 1919 fik provinsen tilført en del af Preussisk Schlesien. Provinsen blev slået sammen med det nordlige Mähren til provinsen Sudeterlandet. Ved Münchenaftalen i 1938 blev tjekkerne tvunget til at afstå området til det Nazi-Tyskland. Efter krigens afslutning i 1945 kom området tilbage til Tjekkoslovakiet. Efter 1993 tilhører det Tjekkiet.
49°56′N 17°47′Ø / 49.93°N 17.78°Ø